# 북부잎코박쥐
북부잎코박쥐 또는 좁은귀둥근잎박쥐(Hipposideros stenotis)는 잎코박쥐과에 속하는 박쥐의 일종이다. 오스트레일리아에서 발견된다.